# (1583) Antiloque
Pour l’article homonyme, voir Antiloque.
(1583) Antiloque est un astéroïde troyen de Jupiter découvert par Sylvain Arend à l'observatoire royal de Belgique à Uccle le 19 septembre 1950.

## Caractéristiques
Il partage son orbite avec Jupiter autour du Soleil au point de Lagrange L4 dans le « camp grec », c'est-à-dire qu'il est situé à 60° en avance sur Jupiter.
Les calculs d'après les observations de l'IRAS lui accordent un diamètre d'environ 102 kilomètres.
Son nom fait référence au héros grec Antiloque.
Sa désignation provisoire était 1950 SA.